# نبرد موهی
نبرد موهی (انگلیسی: Battle of Mohi) نبرد اصلی بین امپراتوری مغول و پادشاهی مجارستان در طول تهاجم مغول‌ها به اروپا بود. این نبرد در موهی، در جنوب غربی رودخانه ساجو رخ داد. این نبرد منجر به پیروزی مغول‌ها شد که ارتش سلطنتی مجارستان را نابود کردند.